# Karl Ferlemann
Karl Ferlemann (* 2. August 1901 in Heiligenhaus; † 3. Mai 1945 bei Schwerin) war ein deutscher Politiker der KPD.

## Leben
Karl Ferlemann stammte aus einer Arbeiterfamilie und arbeitete nach dem Besuch der Volksschule in der Landwirtschaft, in einer Munitionsfabrik und in Velbert als Betriebsschlosser in einer Fabrik. Er trat 1919 der KPD (Spartakusbund) bei, in der er als Leiter des Unterbezirks Barmen im Kommunistischen Jugendverband Deutschlands (KJVD) eine erste Funktionärsrolle erhielt. Seit April 1926 besuchte er für zwei Jahre die Internationale Lenin-Schule der Komintern in Moskau. Er schrieb dort unter dem Pseudonym Peter Fries. Im Mai 1928 wurde er für den Wahlbezirk Düsseldorf-West in den Preußischen Landtag gewählt und 1932 wiedergewählt. In Barmen war er ab 1928 Unterbezirksleiter der KPD und ab 1930 Führer des Kampfbundes gegen den Faschismus im Bezirk Niederrhein. In Düsseldorf lehrte er an der Marxistischen Arbeiterschule. Ab 1931 war er organisatorischer Leiter in der Bezirksleitung Sachsen der KPD in Leipzig.
Nach der Machtübergabe an die Nationalsozialisten wurde er im April 1933, als der Bezirksleiter Fritz Selbmann inhaftiert wurde, politischer Leiter des Bezirks Sachsen der KPD. Er war als Führer der Leitung der nun illegalen Arbeit der KPD in Deutschland vorgesehen, geriet aber am 17. November 1933 in die Fänge der Gestapo. Ebenfalls verhaftet wurde seine Lebensgefährtin Gertrud Keller (1902–1982), die vormals KPD-Abgeordnete im Rheinischen Provinziallandtag gewesen war. Vom Volksgerichtshof wurde er am 4. Juli 1935 wegen Vorbereitung zum Hochverrat zu sechs Jahren Zuchthaus verurteilt. Nach dem Ende seiner Haft im Zuchthaus Waldheim kam er im Dezember 1939 in das Konzentrationslager Sachsenhausen. Bei Kriegsende wurde er nach der Auflösung des KZ auf einem Todesmarsch der KZ-Häftlinge am 3. Mai 1945 von der SS umgebracht.
Nach Kriegsende wurde Ferlemann auf dem „Platz der Opfer des Faschismus“ in Schwerin beigesetzt.

## Gedenken
In der Deutschen Demokratischen Republik wurde in Leipzig eine Straße nach ihm benannt. Seit 2011 erinnert eine Tafel in Leipzig-Lindenau an ihn.

## Schriften
- Kampferfahrungen. Arbeitsmethoden in den unteren Parteieinheiten. (Sonderausgabe aus der Schriftenreihe "Kampferfahrungen). Leipzig, Selbstverlag Karl Ferlemann (MdL; verantwortlich für den Inhalt), [1933], 191 S.